# David Silverman (productor)
David Silverman (Nueva York, 15 de marzo de 1957) es un productor y director de cine y televisión estadounidense. Generalmente trabaja con películas con animación en 2D y 3D. Silverman se hizo conocido por su labor en la reconocida Serie animada Los Simpson en donde sirve como productor y director. Por estas mismas colaboraciones fue seleccionado por los ejecutivos de FOX, para dirigir el largometraje de la serie: Los Simpson: la película, estrenado en el 2007.

## Trabajos
David Silverman trabajó en varios programas en diferentes temáticas pero también trabajó en la película Monsters, Inc., siendo ésta en la que más participación tuvo.

### Director
- Los Simpson: la película
- Los Simpson
- Se Busca
- The Longest Daycare
- Monstruos Embrujadas
- May The 12th Be With You

### Codirector
- Monsters, Inc.

### Productor
- Los Simpson

### Consultor de historias y cortos
- Ice Age (consultor)
- Monsters, Inc. (Diseñador visual)
- Los Simpson (primero fue un consultor para la serie)
- Robocop 3
- The Road to El Dorado
- La oscuridad al revés
- El caso extraño de Boredom de Sr. Donnybrook
- The Tonight Show with Jay Leno
- Looney Tunes: De nuevo en acción (consultor de animación)

### Director de animación
- Los Simpson
- Un verano Loco
- Adolescente del Turbo
- Tom no espera a nadie

### Sonidos, cámaras y efectos
- Los Simpson
- Beetlejuice
- Monsters Inc.
- GMTV

## Productor de Los Simpson
David Silverman aparece muchas veces en los extras de los DVD de temporadas completas de Los Simpson. Tiene una gran forma de dibujar a los personajes de la serie; se puede ver en un episodio que él dibuja a Bart como en la serie y no como en los cortos de Los Simpson. En el DVD de la temporada 9 de Los Simpson se lo ve trabajando en la animación de Los Simpson: La Película. Estos episodios de Los Simpson fueron dirigidos por él:
- Dirigió varios cortos de Los Simpson
- "Simpsons Roasting on an Open Fire"
- "Bart the Genius"
- "Bart the General"
- "Life On The Fast Lane"
- "Some Enchanted Evening"
- "Bart Gets An F"
- "Treehouse of Horror"
- "Bart Vs. Thanksgiving"
- "The Way We Was"
- "Old Money"
- "Blood Feud"
- "Black Widower"
- "Homer's Triple Bypass"
- "Krusty Gets Kancelled"
- "Treehouse of Horror IV"
- "Another Simpsons Clip Show"
- "Homie the Clown"
- "Mother Simpson"
- "The Simpsons 138th Episode Spectacular" (En este episodio tuvo el apodo Pound Foolish)
- "Treehouse of Horror XIII"
- "Treehouse of Horror XV"
- "Treehouse of Horror XVI"
- "Treehouse of Horror XVII"

## Premios y distinciones
Premios Óscar
| Año  | Categoría                  | Película            | Resultado |
| ---- | -------------------------- | ------------------- | --------- |
| 2013 | Mejor cortometraje animado | The Longest Daycare | Nominado  |